# Special Needs
Special Needs è un singolo del gruppo musicale britannico Placebo, il terzo estratto dal loro quarto album in studio Sleeping with Ghosts e pubblicato il 15 settembre 2003.

## Video musicale
Nel video del brano, diretto da Paul Gore e girato nella piscina in disuso degli Haggerston Baths di Hackney, vengono mostrati un ragazzo e una ragazza che, pur essendo in due luoghi diversi, riescono a intrattenere un rapporto amoroso (ciò fa riferimento alla copertina dell'album Sleeping with Ghosts).

## Tracce
CD
1. Special Needs (Edit) – 3:28
2. English Summer Rain (Freelance Hellraiser Mix) – 3:40
3. Plasticine (Lounge Version) – 4:06

Vinile 7"
1. Special Needs – 3:28
2. English Summer Rain (Freelance Hellraiser Mix) – 3:40

DVD
1. Special Needs (Video)
2. Special Needs - Making of the Video
3. Special Needs (Album Version)
4. The Bitter End (Junior Sanchez Mix)

## Classifiche
| Classifica (2003) | Posizione massima |
| ----------------- | ----------------- |
| Francia           | 67                |
| Germania          | 71                |
| Italia            | 25                |
| Regno Unito       | 27                |